# 알리폰소 5세
알리폰소 5세 다라곤(아라곤어: Alifonso V d'Aragón, 1396년 ~ 1458년 6월 27일)은 아라곤(알리폰소 5세), 발렌시아(알폰소 3세), 마요르카(알폰스 2세), 사르데냐와 코르시카(알폰소 2세), 시칠리아(알폰추 1세)의 왕이자, 1416년부터 바르셀로나 백작(알폰소 4세), 1442년부터 나폴리(알폰소 1세)의 왕이다. 별명은 겸용왕(lo Magnanimo). 그는 초기 르네상스 시기의 가장 진보적인 인물 중 한 명이였고 드라곤 기사단의 일원이다.
1421년 나폴리 왕국의 여왕 조반나 2세로부터 왕국의 후계자로 지명받아 나폴리로 간 이후 오랜시간 동안 경쟁자들과 투쟁을 벌렸고 드디어 1442년 6월에 나폴리 왕국을 차지하였다. 그가 없는 동안 아라곤은 그의 동생인 추안 2세가 대리통치하였다.
직계적손이 없었으므로 그의 사후에 친 동생인 추안 2세가 왕으로 즉위하였고 나폴리 왕국을 제외한 그의 나머지 영지는 모두 그의 동생 추안 2세가 상속받았다. 나폴리 왕국은 그의 사생아 페르디난도 1세에게 물려주었다. 알리폰소 5세는 스페인 통일의 기초를 닦은 페란도 2세의 큰 아버지가 된다.

## 어린 시절
메디나델칼포에서 태어난 그는 페란도 1세와 레오노르 우라카 데 카스티야 사이에서 태어난 아들이다. 그는 모계쪽을 통해서, 바르셀로나 백작의 가장 오래된 혈통이였으며, 부계쪽은 카스티야 본토를 통치하던 트라스타마라가 혈통이었다. 세습권을 통해 그는 시칠리아의 왕이였고 당시에 제노바의 소유였던 사르데냐를 장악하였다. 알리폰소는 또한 1420년대에 코르시카의 소유권도 지녔었다.

## 나폴리 왕위 계승

### 후계 지명
1421년 자식이 없었던 조반나 2세 여왕은 알리폰소를 입양한후 나폴리 왕국의 후계자로 지명하자 알리폰소는 나폴리로 떠났다. 나폴리에서 왕위 계승 경쟁자인 루이 3세 당주의 군대를 이끄는 무치오 아텐돌도 스포르차의 저항 문제를 해결하기 위해 유명한 용병대장인 브라초 다 몬토네를 고용한다. 교황 마르티노 5세는 스포르차를 지원하자, 알리폰소는 아라곤 출신인 대립교황 베네딕토 13세로 그의 종교적 충성을 바꾸게 된다. 스포르차가 루이 3세 당주의 요청을 포기하자, 알리폰소는 모든 문제들이 해결된것처럼 보였다.

### 지명 철회
1423년 5월 알리폰소가 조반나의 애인이자 나폴리 왕실의 강력한 인물인 조반니 카라촐로를 체포하면서, 조반나와의 관계가 급속히 악화되었다. 조반나를 체포하려는 시도가 실패한 후, 조반나는 나폴리에 카스텔 카푸아노 인근에 있는 아라곤 용병들을 물리치기 위해 스포르차를 불러들였다. 알리폰소는 카스텔 누오보로 달아났고, 조반니 다 카르도나가 이끄는 22척의 갤리선의 도움을 받아 그곳에서 벗어났다. 스포르차와 조반나는 카라촐로의 몸값을 지불했고 아베르사 요새로 물러났다. 이곳에서 그녀는 교황 마르티노 5세의 후원과 함께 초창기 알리폰소의 왕위 계승자 임명을 취소하였고, 대신에 루이 3세를 계승자로 내세웠다.

### 계승 투쟁

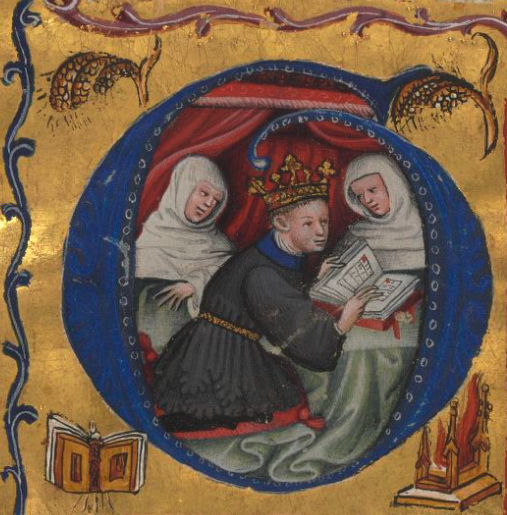
알리폰소 5세의 필사본

밀라노 공작 필리포 마리아 비스콘티가 반아라곤 연합에 동참하였다. 라퀼라에 있는 조반나의 군대를 포위하던 브라초 다 몬토네에게 지원을 요청하였지만, 알리폰소는 그의 동생들과 카스티야 왕국 사이에 벌어진 전쟁으로 인해 스페인으로 떠날 수 밖에 없었다. 바르셀로나로 가던 와중에 그는 루이 3세의 영토였던 마르세유를 초토화시켰다.
1423년 후반 필리포 마리아 비스콘티의 제노바 함대가 티레니아해 남부로 이동했고, 재빠르게 가에타, 프로치다, 카스텔람마레, 소렌토를 점령했다. 알리폰소의 동생 페드로 데 아라곤(Pedro de Aragon)이 다스리던 나폴리가 1424년 제노바 함선과 라퀼라에서 죽은 무치오를 대신하여 그의 아들 프란체스코 스포르차가 이끄는 조반나의 군대에 포위되었다. 도시는 1424년 4월에 함락되었다. 카스텔 누오보에서 잠깐의 저항 후, 페드로는 8월에 시칠리아로 도망쳤다. 조반나 2세와 루이 3세는 왕국을 되찾았지만, 그럼에도 진정한 권력은 조반니 카라촐로가 손에 쥐고 있었다.

### 재도전
알리폰소가 나폴리를 재정복할 기회는 카라촐로가 음모로 살해당한 1432년에 발생했다. 알리폰소는 여왕의 호의를 다시 얻으려 했지만 실패했고 루이(1434년 코센차에서)와 조반나(1435년 2월)가 사망할때까지 기다릴 수 밖에 없었다. 유언장에서 그녀는 왕국을 루이의 동생인 르네 당주에게 물려주었다. 이 사태는 명목적 나폴리 왕국의 봉건 군주인 신임 교황 에우제니오 4세의 반대를 받았다. 나폴리인들은 프랑스인을 불러들였고, 알리폰소는 왕국의 일부 남작들의 지원과 함께 여기에 개입하기로 결정하여, 카푸아를 점령하였고 중요한 해상 요새인 가에타 요새를 포위하였다. 그의 25척 갤리선 함대는 비아조 아세레토가 이끄는 비스콘티의 제노바 함대와 접촉하게 되었다. 전투의 결과로, 알리폰소는 패배하였고 포로로 붙잡히게 되었다.
하지만 밀라노에서 그는 교양있는 행실로 포획자를 인상깊게 하였고 나폴리의 아라곤 세력의 승리를 막는 것이 밀라노 공국의 관심사가 아니라는 것을 설명하며 자신을 풀어달라고 설득하였다. 시칠리아 함대의 도움으로, 알리폰소는 카푸아를 재탈환했고, 1436년 2월 가에타에 그의 기지를 구축했다. 한편 교황청 군대가 나폴리 왕국을 침략했지만, 그들의 지휘관인 조반니 비텔레스키를 매수하였고, 그들의 성과는 약화되었다.

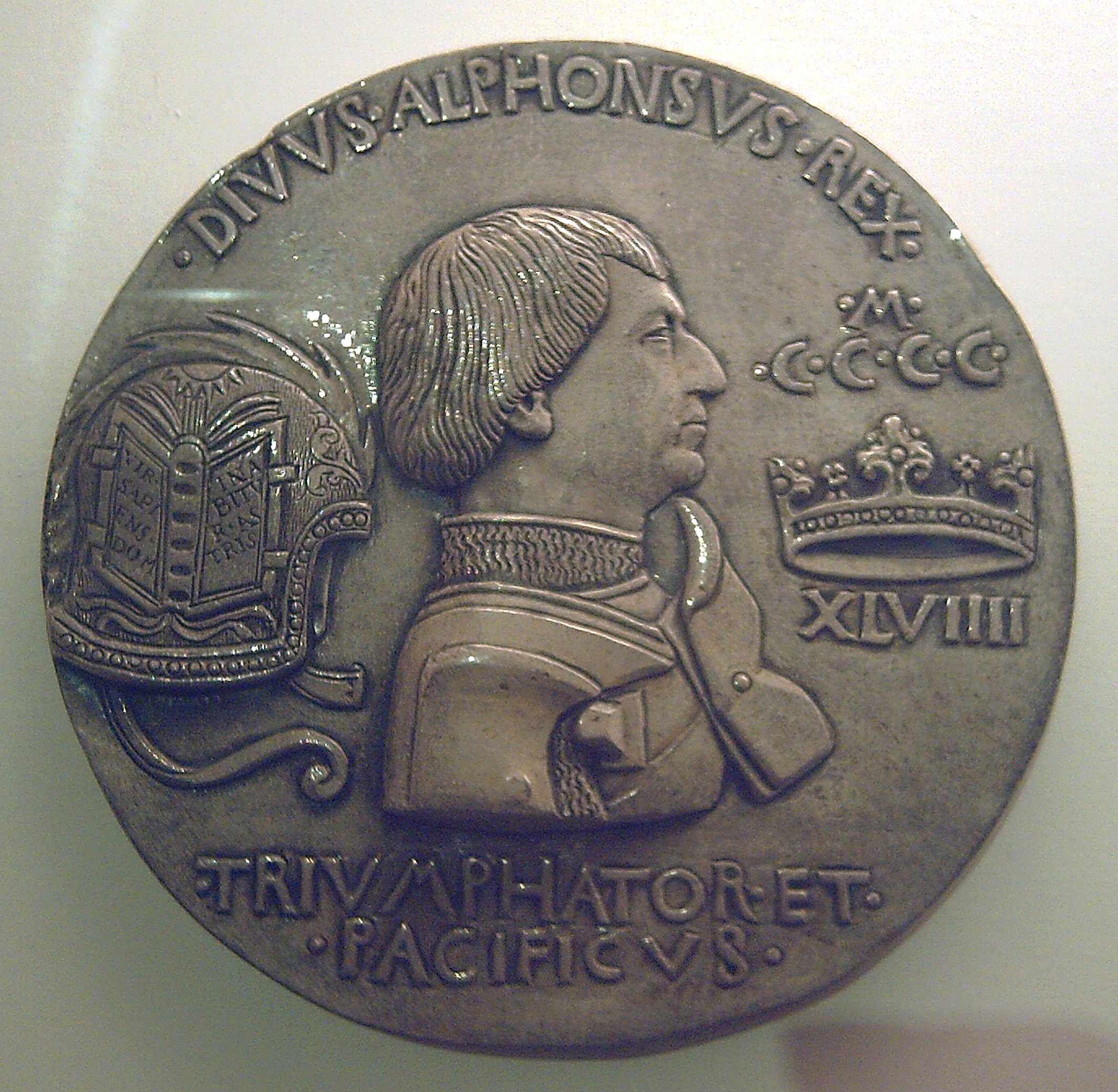
피사넬로 작의 알리폰소 5세의 은 훈장(1449년).

그동안에 르네는 1438년 5월 19일 나폴리에 영향을 미쳤다. 알리폰소는 다가오는 9월에 나폴리를 포위하려했지만, 실패하고 말았다. 그의 형제 페드로는 그 전투 도중에 전사하고 말았다. 아라곤 수비대가 있던 카스텔 누오보는 1439년 8월 앙주 세력의 손에 넘어가고 말았다.

### 나폴리 정복
앙주 세력의 콘도티에로인 야코포 칼도라가 사망하고부터, 르네의 운세는 악화되었다. 알리폰소는 손 쉽게 아베르사, 살레르노, 베네벤토, 만프레도니아, 비톤토를 점령 할 수 있었다. 현재 아브루치와 나폴리 지역만을 소유하던 르네는 교황으로부터 10,000 명의 병력을 얻었지만, 그들을 이끌던 추기경은 알리폰소와 휴전을 맺었다. 조반니 스포르차(Giovanni Sforza)는 교황 에우제니오 5세가 보낸 병력을 숫자가 줄어든체 그의 아버지 프란체스코와 함께 마르케에 멈추었다.
당대 최고의 포병대를 데리고 온 알리폰소는 다시 나폴리를 포위하였다. 공성전은 1441년 11월 10일에 시작되어, 다음 해 6월 2일에 종료되었다. 프로방스로 르네가 돌아간 후, 알리폰소는 남아있는 저항 세력을 쉽게 진압하였고 왕국의 평화를 가져온 군주로서 1443년 2월 26일 나폴리에서 개선식을 열었다.

## 예술과 행정

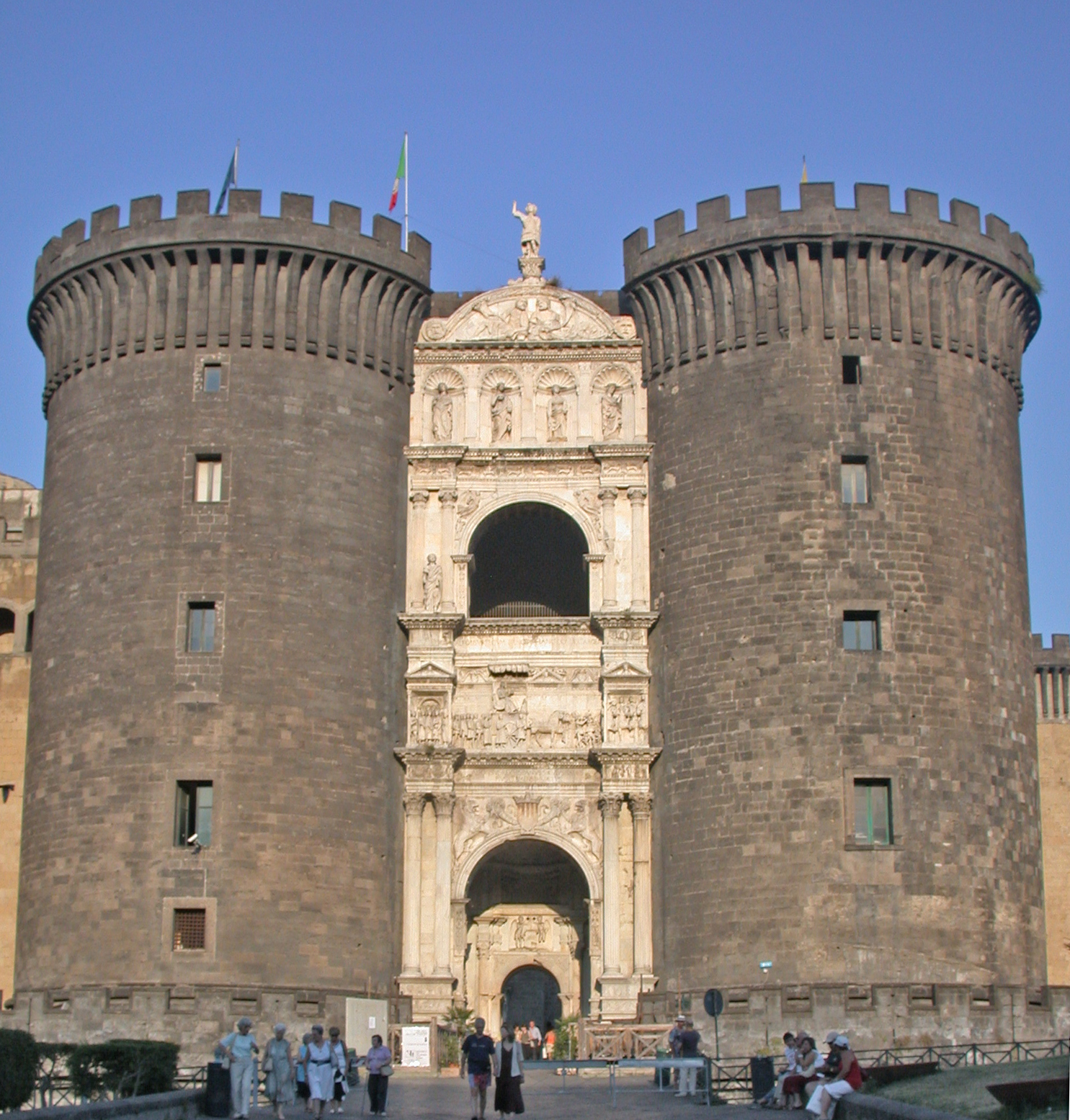
카스텔 누오보의 개선문

많은 르네상스 시기의 통치자들처럼 알리폰소 5세는 예술의 후원자였다. 그는 조반니 폰타노 하의 나폴리 학교를 건립하였고, 1443년 그의 도시 입성을 위해 카스텔 누오보의 주 입구에 개선문을 추가했다. 이 건물은 프란체스코 라우라나가 지은 당대 최고 수준의 예술 작품이였다.
알리폰소는 특히 고전 문학에 깊이 매료돼 있었다. 그는 전해진바에 의하면, 리비우스와 율리우스 카이사르의 서적을 작전 중에도 가져왔으며, 심지어 시인 안토니오 베카델리는 알리폰소가 퀸투스 쿠리티우스 루푸스의 알렉산드로스 대왕의 역사서를 몇 쪽을 읽자, 병이 나았다고 주장하기도 했다. 그럼에도 그의 학식은 왕궁으로 학자들을 끌어들였고, 알리폰소는 학자들이 각자 서로에게 외설적인 라틴어 미사어구를 하는 광경을 즐겼다고 전해진다.
1442년에 나폴리를 정복한 후, 그는 주로 용병들과 하인들을 통해 다스렸다. 그의 이탈리아 왕국에서 전체적인 정치와 행정 시설을 유지하였다. 스페인의 왕국은 그의 형제 후안이 관리하였다.

## 에티오피아와의 연결
알리폰소는 에티오피아으로부터의 외교적 접촉의 대상이였다. 1428년 그는 두 관리가 보낸 무슬림들을 상대하여 동맹을 맺고 인판테인 페르난도와 황제의 딸과의 결혼과 장인 무리를 에티오피아로 보내줄 수 있냐는 제안을 담은 예샤크 1세로부터 서신을 받았다.
그에 대한 반응으로, 알리폰소는 13명의 장인 무리를 에티오피아로 보냈다. 그는 후인 1450년에 예샤크의 후임자 자라 야코프에게 장인들을 에티오피아에 보내 기뻤는지, 그들의 안전하게 도착했는지의 내용을 담아 쓴 서신을 보냈지만, 아마도 황제에게 도착을 하지 않은 것으로 보인다.

## 말년과 사망
1446년에 그는 또한 사르데냐도 정복했다. 알리폰소는 또한 스칸데르베그의 강력하고 믿음직한 후원자였고, 무라트 2세를 상대로 두 번째 승리를 거둔 잠시 동안인 1451년에 속국으로서 그를 보호하기로 결정하기도 하였다. 추가적으로 경제적 지원으로서, 그는 군대와 전쟁 물자를 공급해줬으며, 스칸데르베그와 그의 가족들을 위해 필요시에는 피난처도 마련해줬다. 이는 1448년에 스칸데르베그가 튀르크의 침입으로부터 승리를 거두는 동안, 디미터르 레레스와 그의 두 아들 바실리오, 조르조가 이끄는 세 개의 군대 열이 나폴리에서 알리폰소 5세를 상대로 일어난 남작들의 반란을 진압하는데 도움을 주면서 관계가 시작되었다.
1443년 나폴리 왕국에 대한 왕위를 교황 에우제니오 4세로부터 인정 받았다. 그는 제노바 정복 계획을 구성하던 와중에 1458년 카스텔 델로보에서 사망했다. 그 당시 알리폰소는 얼마 후 사망하는 교황 갈리스토 3세와 불화가 있었다.
알리폰소 5세에게는 직계적손이 없었으므로 그의 사후에 친 동생인 추안 2세가 왕으로 즉위하였고 나폴리 왕국을 제외한 그의 나머지 영지는 모두 그의 동생 추안 2세가 상속받았다.

## 가계
알리폰소 5세는 1408년 바야돌리드에서 카스티야 국왕 후안 2세의 누이인 마리아와 약혼을 한후, 1415년 6월 12일 발렌시아에서 결혼을 하였다. 그들을 자녀를 갖는데는 실패하였다. 알리폰소는 사실상 무사로 통하며 나폴리 왕궁의 여왕 역할을 했던 루크레치아 달라뇨라는 귀족 여성과 사랑에 빠졌다.
Le petit Thalamus de Montpellier에서 고 오크어로 된 몽펠리에 연대기의 가계 기록에는 알리폰소와 정부(情婦) 지랄도나 카릴리노의 관계 속에서 세 명의 자녀가 출산했다고 전해진다:
- 페르디난도 1세 디 나폴리 (1423년 - 1494년) - 1458년부터 1494년까지의 나폴리의 군주다. 하녀 지랄도나 카릴리노사이에서 태어났다.
- 마리아 다란고나 (1449년 당시 15 또는 16세) : 그녀는 1444년 레오넬로 데스테와 혼인한다.
- 레오노라 다란고나 : 1443년에 스퀼라체 공작이자 로사노 대공인 마리아노 마르차노(Mariano Marzano)와 혼인한다.

## 같이 보기
- 나폴리 군주 목록
- 시칠리아의 군주 목록